# Тимецький Петро Дмитрович
Петро́ Дми́трович Тиме́цький (*1892, с. Роздол (Галичина) — †3 листопада 1937, Сандармох, Карелія) — журналіст, педагог.

## Життєпис
Народився на Львівщині в сім'ї робітників. Під час Першої світової війни служив у австрійській армії писарем. Освіта незакінчена вища, журналіст-редактор.
З 1926 року мешкав в УСРР. Член КП(б)У. З 1926-го по 1934-й працював політичним редактором та уповноваженим Головліту Наркомосу УСРР, викладав німецьку мову в комсомольських школах заводу «Серп і молот» та Харківського авіаційного інституту.
Заарештований 1 квітня 1934 у справі УВО. Засуджений Судовою трійкою при Колегії ДПУ УСРР 29 травня 1934 за ст. 54-8-11 КК УСРР на 10 років виправно-трудових таборів. Відбував покарання у Соловках (табпункт Кремль). Особливою трійкою УНКВД СРСР по Ленінградській області 9 жовтня 1937 засуджений до найвищої кари. Розстріляний 3 листопада 1937  в Карелії (урочище Сандармох).
- Див. також: Список Сандармоху

Реабілітований прокуратурою Харківської області (15.12.1989) і прокуратурою Архангельської області (17.07.1989).